# サイドワイズ賞
サイドワイズ賞（サイドワイズしょう、英: Sidewise Award）は、最も優れた歴史改変SF小説を毎年選出する賞であり、1995年に始まった。
名称は1934年にマレイ・ラインスターが書いた短篇小説「時の脇道」（"Sidewise in Time"）に由来する。この小説は、奇妙な嵐によって地球上のある地域が別の時間線の同じ地域と入れ替わってしまうというものであった。
賞の創設は、Steven H. Silver、Evelyn C. Leeper、Robert B. Schmunk によるものである。審査員は3名から8名で毎年変動し、イギリスや南アフリカ共和国からの審査員も含まれる。
毎年、通常ワールドコンで2つの賞が授与される。短篇賞は6万語以下の小説を対象としている。長篇賞は6万語以上の小説を対象とし、単体の小説とシリーズ作品を対象とする。審査員の判断で、賞が創設される以前の作品や個人に特別賞を授与することもある。

## 受賞者一覧

### 長編賞
- 1995年 ポール・J・マコーリイ Pasquale's Angel
- 1996年 スティーヴン・バクスター Voyage
- 1997年 ハリイ・タートルダヴ How Few Remain
- 1998年 スティーヴン・フライ Making History
- 1999年 ブレンダン・デュボイズ(Brendan DuBois) 『合衆国復活の日』 Resurrection Day
- 2000年 メアリ・ジェントル(Mary Gentle) Ash: A Secret History
- 2001年 J. N. Stroyar, The Children's War
- 2002年（2人同時受賞）
Martin J. Gidron, The Severed Wing
ハリイ・タートルダヴ Ruled Britannia
- 2003年 マリ・デイヴィス(Murray Davies) 『英国占領』 Collaborator
- 2004年 フィリップ・ロス 『プロット・アゲンスト・アメリカ もしもアメリカが…』 The Plot Against America
- 2005年 イアン・R・マクラウド The Summer Isles
- 2006年 チャールズ・ストロス The Family Trade, The Hidden Family, The Clan Corporate
- 2007年 マイケル・シェイボン 『ユダヤ警官同盟』 The Yiddish Policemen's Union
- 2008年 Chris Roberson The Dragon's Nine Sons
- 2009年 Robert Conroy 1942
- 2010年 Eric G. Swedin When Angels Wept: A What-If History of the Cuban Missile Crisis
- 2011年 イアン・R・マクラウド Wake Up and Dream
- 2012年 C・J・サンソム Dominion
- 2013年 D.J. Taylor The Windsor Faction 、 Bryce Zabel Surrounded by Enemies: What If Kennedy Survived Dallas?
- 2014年 Kristine Kathryn Rusch The Enemy Within
- 2015年 Julie Mayhew The Big Lie
- 2016年 Ben H. Winters Underground Airlines
- 2017年 Bryce Zabel Once There Was a Way
- 2018年 メアリ・ロビネット・コワル 『宇宙へ』 The Calculating Stars
- 2019年 Annalee Newitz The Future of Another Timeline
- 2020年 Adrian Tchaikovsky The Doors of Eden
- 2021年 ローラン・ビネ Civilizations
- 2022年 B.L. Blanchard The Peacekeeper[1]

### 短編賞
- 1995年 スティーヴン・バクスター Brigantia's Angels
- 1996年 ウォルター・ジョン・ウィリアムズ Foreign Devils
- 1997年 William Sanders The Undiscovered
- 1998年 イアン・R・マクラウド 「夏の涯ての島」 The Summer Isles
- 1999年 Alain Bergeron The Eighth Register （Howard Scott 訳、元はフランス語）
- 2000年 テッド・チャン 「七十二文字」 Seventy-two Letters
- 2001年 ケン・マクラウド 「人類戦線」 The Human Front
- 2002年 William Sanders Empire
- 2003年 Chris Roberson O One
- 2004年 Warren Ellis The Ministry of Space
- 2005年 Lois Tilton Pericles the Tyrant
- 2006年 ガードナー・ドゾワ Counterfactual
- 2007年 （2人同時受賞）
マイケル・フリン Quaestiones Super Caelo Et Mundo
クリスティン・キャスリン・ラッシュ Recovering Apollo 8
- 2008年 Mary Rosenblum Sacrifice
- 2009年 アレステア・レナルズ The Fixation
- 2010年 Alan Smale A Clash of Eagles
- 2011年 Lisa Goldstein Paradise Is a Walled Garden
- 2012年 Rick Wilber Something Real
- 2013年 Vylar Kaftan The Weight of the Sunrise
- 2014年 ケン・リュウ 「『輸送年報』より「長距離貨物輸送飛行船」」The Long Haul: From the Annals of Transportation, The Pacific Monthly, May 2009
- 2015年 Bill Crider It Doesn't Matter Anymore
- 2016年 （2人同時受賞）
Daniel M. Bensen Treasure Fleet
Adam Rovner What If the Jewish State Had Been Established in East Africa
- 2017年 ハリイ・タートルダヴ Zigeuner
- 2018年 Oscar (Xiu) Ramirez, Emmanuel Valtierra Codex Valtierra
- 2019年 ハリイ・タートルダヴ Christmas Truce
- 2020年 Matthew Kresal Moonshot
- 2021年 Alan Smale Gunpowder Treason
- 2022年 （2人同時受賞） 
Eric Choi A Sky and a Heaven
Wole Talabi A Dream of Electric Mothers[1]

### 特別賞
- 1995年 L・スプレイグ・ディ＝キャンプ - 生涯を通じての表彰
- 1997年 ロバート・ソーベル(Robert Sobel) - 1973年出版の小説 For Want of a Nail
- 1999年 ランドル・ギャレット - ダーシー卿シリーズ
- 2018年 Eric Flint, the 1632 series